# Juni
För andra betydelser, se Juni (olika betydelser).
Juni är årets sjätte månad i den gregorianska kalendern och har 30 dagar. Den innehåller årets 152:a till 181:a dag (153:e till 182:a vid skottår). Namnet kommer av den romerska gudinnan Juno.
Juni kallades förr i Sverige för sommarmånad eller midsommarmånad (se gammelnordiska kalendern).

## Det händer i juni

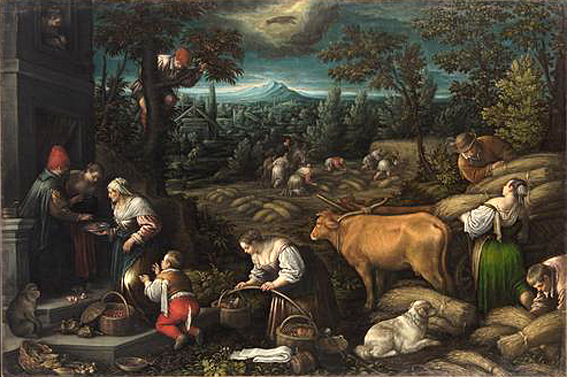
Juni, Leandro Bassono.

### Högtider
- Danmark firar sin grundlagsdag den 5 juni.[2]
- Sverige firar Sveriges nationaldag den 6 juni.[3]
- Island firar sin nationaldag den 17 juni.[4]
- Sverige och Finland firar midsommarafton den fredag som infaller mellan 19 och 25 juni och midsommardagen dagen därpå (alltså den lördag som infaller mellan 20 och 26 juni.[5][6]

### Sport

#### Basket
- NBA-slutspelet brukar avgöras i juni.

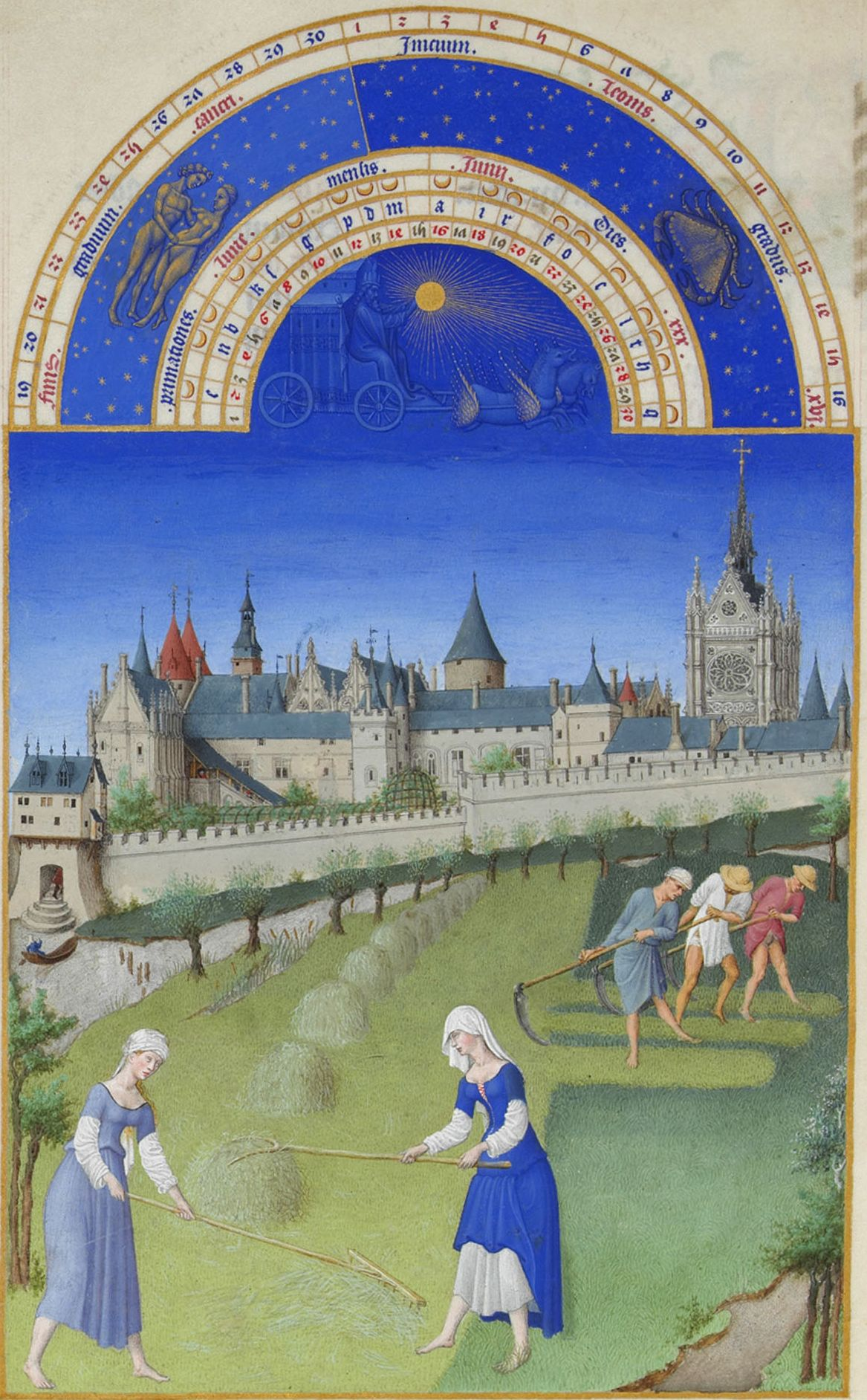
Juni i Les Très Riches Heures du Duc de Berry.

#### Ridsport
- Henriksdal Spring Tour, en fristående elittävling i banhoppning arrangeras under två veckoslut på Stall Henriksdal i Sjöbo i Sverige.

## Utbildning
- I Sveriges skolor slutar läsåret, och det blir sommarlov.

## Samband
- Juni börjar aldrig på samma veckodag som någon annan av årets månader, oavsett om det är skottår eller inte.